# Vo Chi Công
Võ Chí Công (7 juillet 1912 - 8 septembre 2011) est un homme politique vietnamien, ayant occupé des postes importants au Parti communiste vietnamien, président du Conseil d'État de 1987 à 1992.

## Premières années
Võ Chí Công est né dans la province de Quảng Nam, dans le centre du Viêt Nam, le 7 août 1912,,. Il a commencé à faire de la politique à 18 ans, en 1930, en rejoignant la mouvance de Phan Bội Châu et Phan Chu Trinh, deux mouvements nationalistes vietnamiens opposés à l'Indochine française. Il est devenu membre du parti communiste d'Indochine en 1935 et a combattu contre le Régime de Vichy durant la Seconde Guerre mondiale. Il a été arrêté pour cette activité en 1942.

## Leader des mouvements au centre du Vietnam
Après la guerre, Võ Chí Công rentra un moment dans l'obscurité, avant de devenir un des membres fondateurs et vice-président du Front national de libération du Sud Viêt Nam (Vietcong) en 1961. Il devint ensuite vice-secrétaire du COSVN et fut une figure centrale du Parti communiste du Viêt Nam du sud au cours de la Guerre du Viêt Nam. Après la réunification du pays en 1976, il fut récompensé par un siège au bureau politique national.

## Après la réunification
Par la suite, Võ Chí Công a occupé différents postes ministériels, notamment Ministre de la pêche (1976-1977), ministre de l'Agriculture (1977-1978) et vice-Premier ministre (1976-1982), avant de devenir président du Conseil d'État (chef de l'État) de 1987 à 1992. Il devint ensuite conseiller auprès du Comité central du Parti communiste vietnamien, jusqu'à la suppression de ce poste en 1997.
Võ Chí Công meurt à Ho Chi Minh Ville le 8 septembre 2011, à 99 ans. Le gouvernement vietnamien lui a accordé des funérailles nationales télévisées en reconnaissance de sa longue carrière politique.